# Sandavágur
Sandavágur era un comune delle Isole Fær Øer. Aveva una popolazione di 768 abitanti e faceva parte della regione di Vágar, sulla parte orientale dell'isola omonima.
Qui nacque il ministro luterano e linguista Venceslaus Ulricus Hammershaimb. 
Il 1º gennaio 2009 il comune si è fuso con Miðvágur creando il comune di Vágar.